# George Clive och hans familj med en indisk jungfru
George Clive och hans familj med en indisk jungfru (engelska: George Clive and his Family with an Indian Maid) är en oljemålning av den engelske konstnären sir Joshua Reynolds. Den målades 1765–1766 och ingår sedan 1978 i Gemäldegaleries samlingar i Berlin. 
Reynolds var jämte Thomas Gainsborough den främste porträttmålaren av den engelska aristokratin under 1700-talet. George Clive (1720–1779) var en brittisk politiker som gjort sig en förmögenhet i samband med erövringen av Indien. Han var kusin till Robert Clive under vars ledning det ostindiska kompaniets omvandlades från handelskompani till en kolonialmakt i Indien.
Målningen avbildar även hustrun Sidney Bolton (1740–1814) och deras äldsta dotter som föddes 1764, men dog som barn. Kopplingen till Indien framträder också genom den centralt placerade indiska tjänsteflickan. Hon håller varsamt dottern som även hon är iklädd indiska kläder.